# Олимпийский зал Инсбрука
Олимпийский зал Инсбрука (нем. Olympiahalle Innsbruck) — многофункциональный дворец спорта в Инсбруке, введённый в эксплуатацию как спортивная арена в 1963 году к зимним Олимпийским играм 1964 года.

## История
Спортивный дворец расположен в Инсбруке и был построен к проведению зимних Олимпийских игр 1964 года. Во время которых на этой площадке проходили соревнования по фигурному катанию и хоккею с шайбой. Двенадцать лет спустя, на зимних Олимпийских играх 1976 года, здесь снова проходили соревнования по фигурному катанию и хоккею с шайбой.
К чемпионату мира по хоккею с шайбой 2005 года, который проходил в Австрии, зал был отремонтирован и немного уменьшен. Вместимость после реконструкции составила примерно 7800 зрителей. Имеется и малый зал на 3200 зрителей, где проводит свои домашние матчи хоккейный клуб «Инсбрук».
В 2024 году здесь прошёл чемпионат Европы по гандболу среди женщин.

## Мероприятия
С 1964 года на этой арене были проведены различные концерты звёзд музыки. Здесь выступали: Rolling Stones, Тина Тёрнер, Шер, Dire Straits, Джо Кокер, Нэна, Falco, Simply Red, Стинг, Райнхард Фендрих, Пинк, Мэрилин Мэнсон, Iron Maiden, Вольфганг Амброс, Ленни Кравиц, Джанна Наннини, Supertramp и другие.